# NGC 6712
NGC 6712 je kuglasti skup u zviježđu Orla.
Najvjerojatnije ga je otkrio Guillaume Le Gentil , 9. srpnja 1749., dok je istraživao zvjezdani oblak unutar Mliječnog puta u zviježđu Orla. Opisao ga je kao “prava maglica”, za razliku od obližnjeg otvorenog skupa Messier 11, kod kojeg se mogu razlučiti i neke pojedinačne zvijezde.
Skup je nezavisno otkrio i William Herschel, 16. srpnja 1784.  i katalogizirao ga u svoj katalog kao H I.47. Herschel ga je prvotno opisao kao okruglu maglicu, a tek je John Herschel tijekom svojih promatranja 1830-ih godina prvi uočio da se radi o kuglastom skupu.

## Vanjske poveznice
- (engl.) SEDS: NGC 6712
- (engl.) Hartmut Frommert: Revidirani Novi opći katalog
- (engl.) Izvangalaktička baza podataka NASA-e i IPAC-a
- (engl.) Astronomska baza podataka SIMBAD
- (engl.) VizieR
- (engl.) Auke Slotegraaf: NGC 6712 Deep Sky Observer's Companion
- (engl.) NGC 6712  Arhivirana inačica izvorne stranice od 16. siječnja 2015. (Wayback Machine) DSO-tražilica
- (engl.) Courtney Seligman: Objekti Novog općeg kataloga: NGC 6700 - 6749